# Familia (альбом Камилы Кабельо)
Familia (с исп. — «Семья») — третий студийный альбом кубино-американской певицы и автора песен Камилы Кабельо, выпущенный 8 апреля 2022 года на лейбле Epic Records. Кабельо написала альбом во время пандемии COVID-19 в период с 2020 по 2021 год с такими продюсерами, как Майк Сабат, Рики Рид, Эдгар Баррера и Чече Алара. Альбом был вдохновлен «манифестом коллективной радости», которую Кабельо испытала со своей семьей во время пандемии, и посвящен связи с латиноамериканскими корнями певицы.
Альбому предшествовали выходы двух синглов: «Don't Go Yet», который попал в чарты разных стран, достигнув 42-го места в Billboard Hot 100. За ним последовал «Bam Bam» с вокалом английского певца и автора песен Эда Ширана, который достиг 23-го места в Billboard Hot 100, 9-го места в UK Singles Chart и 10-го места в Billboard Global 200 и канадском Hot 100. Для продвижения альбома Кабельо выступила хедлайнером виртуального концерта TikTok под названием Familia: Welcome to the Family 7 апреля 2022 года.

## История
В декабре 2019 года Кабельо выпустила свой второй студийный альбом Romance, который в основном посвящен теме влюбленности. Он дебютировал на третьем месте в Billboard 200 и на первом месте в Канаде. В том же году она выпустила совместные песни с другими артистами, такие как «Señorita» с Шоном Мендесом и «My Oh My» с участием DaBaby. 14 июля 2021 года Кабельо впервые анонсировала новую музыку, используя свой аккаунт в Instagram, поделившись крупным планом своего лица вместе с подписью: listos? что переводится с испанского как Готов?. 16 июля 2021 года Камила объявила через свои аккаунты в социальных сетях, что главный сингл с альбома «Don’t Go Yet» выйдет 23 июля. В тот же день она подтвердила название альбома.
На альбоме определённо есть несколько сюрпризов, темы, о которых я раньше не говорила. И в звуковом плане это совершенно новый стиль для меня, который опирается на мои корни, во мне течет кубинская и мексиканская кровь. Вдохновение я черпала из своего детства.
 ― сказала она в интервью.

## Критика
| Совокупная оценка    | Совокупная оценка |
| Источник             | Оценка            |
| -------------------- | ----------------- |
| AnyDecentMusic?      | 7.0/10            |
| Metacritic           | 76/100            |
| Оценки критиков      |                   |
| Источник             | Оценка            |
| AllMusic             | [ 10 ]            |
| The Arts Desk        | [ 11 ]            |
| Entertainment Weekly | B                 |
| The Guardian         | [ 13 ]            |
| The Independent      | [ 14 ]            |
| NME                  | [ 15 ]            |
| Pitchfork            | 7.3/10            |
| PopMatters           | 5/10              |
| Rolling Stone        | [ 18 ]            |

Альбом был встречен положительными отзывами критиков. На сайте Metacritic альбом получил средний балл 76, основанный на девяти рецензиях, что указывает на «в целом благоприятные отзывы». Ник Левин из NME назвал альбом самым богатым и убедительным альбомом Кабельо на сегодняшний день, который раскрывает её происхождение. В аналогичном обзоре критик Rolling Stone Томас Миер написал, что альбом представляет собой несовершенную, но раскрывающую мозаику кубино-мексиканского наследия Кабельо. Отметив многочисленные изменения в стиле как довольно дезориентирующие, Майер похвалил грубую и честную лирику альбома, сравнив её с чтением дневника Кабельо. В рецензии для The Guardian Алим Херадж похвалил яркие латинские мотивы альбома.

## Трек-лист
| №                   | Название                                      | Текст песни                  | Музыка                                    | Producer(s)               | Длительность |
| ------------------- | --------------------------------------------- | ---------------------------- | ----------------------------------------- | ------------------------- | ------------ |
| 1.                  | «Familia»                                     |                              | Mike Cordone                              | Ricky Reed                | 0:18         |
| 2.                  | «Celia»                                       | Camila Cabello Carolina Bern | Eric Frederic Jose Castillo Edgar Barrera | Reed Castillo Barrera     | 2:33         |
| 3.                  | «Psychofreak» (featuring Willow)              | Cabello Willow Smith         | Tom Peyton Frederic Scott Harris          | Reed Harris Peyton        | 3:21         |
| 4.                  | «Bam Bam» (featuring Ed Sheeran)              | Cabello Sheeran              | Harris Frederic Barrera Cheche Alara      | Reed Harris Barrera Alara | 3:26         |
| 5.                  | «La Buena Vida»                               | Cabello                      | Frederic Barrera Alara                    | Alara Barrera Reed        | 3:17         |
| 6.                  | «Quiet»                                       | Cabello                      | Harris Frederic                           | Reed Harris               | 2:43         |
| 7.                  | «Boys Don't Cry»                              | Cabello Jonah Shy            | Harris Frederic                           | Reed Harris               | 3:43         |
| 8.                  | «Hasta los Dientes» (featuring María Becerra) | Cabello María Becerra        | Barrera Frederic Daniel Real              | Reed Barrera              | 3:08         |
| 9.                  | «No Doubt»                                    | Cabello                      | Frederic Mike Sabath Harris               | Reed Sabath Harris        | 3:11         |
| 10.                 | «Don't Go Yet»                                | Cabello                      | Frederic Sabath Harris                    | Reed Sabath Harris        | 2:45         |
| 11.                 | «Lola» (featuring Yotuel)                     | Cabello Yotuel               | Harris Sabath                             | Harris Sabath             | 3:05         |
| 12.                 | «Everyone at This Party»                      | Cabello                      | Harris Frederic                           | Reed Harris               | 2:49         |
| Общая длительность: | Общая длительность:                           | Общая длительность:          | Общая длительность:                       | Общая длительность:       | 34:20        |

## Чарты
| Чарт(2022)                            | Высшая позиция |
| ------------------------------------- | -------------- |
| Австралия (ARIA)                      | 27             |
| Австрия (Ö3 Austria)                  | 22             |
| Бельгия/Фландрия (Ultratop)           | 21             |
| Бельгия/Валлония (Ultratop)           | 23             |
| Канада (Canadian Albums Chart)        | 6              |
| Дания (Hitlisten)                     | 24             |
| Нидерланды (Album Top 100)            | 9              |
| Финляндия (Suomen virallinen lista)   | 17             |
| Франция (SNEP)                        | 43             |
| Германия (Offizielle Top 100)         | 27             |
| Ирландия (Irish Albums Chart)         | 36             |
| Italian Albums (FIMI)                 | 19             |
| Япония (Oricon)                       | 57             |
| Japanese Hot Albums (Billboard Japan) | 49             |
| Lithuanian Albums (AGATA)             | 17             |
| Новая Зеландия (RMNZ)                 | 26             |
| Норвегия (VG-lista)                   | 7              |
| Польша (ZPAV)                         | 25             |
| Португалия (AFP)                      | 8              |
| Шотландия (Scottish Albums Chart)     | 8              |
| Spanish Albums (PROMUSICAE)           | 4              |
| Швеция (Sverigetopplistan)            | 19             |
| Швейцария (Schweizer Hitparade)       | 13             |
| Великобритания (UK Albums Chart)      | 9              |
| США (Billboard 200)                   | 10             |